# Lance Stephenson
Lance Stephenson Jr. (Brooklyn, 5 de setembro de 1990) é um jogador americano de basquete profissional que atualmente está sem clube.
Ele jogou basquete universitário em Cincinnati e foi selecionado pelo Indiana Pacers como a 40° escolha geral no Draft da NBA de 2010. Além dos Pacers, Stephenson jogou por Charlotte Hornets, Los Angeles Clippers, Memphis Grizzlies, New Orleans Pelicans, Minnesota Timberwolves, Los Angeles Lakers e Atlanta Hawks na NBA.

## Carreira no ensino médio
Stephenson chamou a atenção dos olheiros pela primeira vez aos 12 anos, quando Clark Francis, um avaliador de talentos, o viu jogar no torneio da AAU no Bronx.
No verão de 2005, Stephenson se matriculou na Bishop Loughlin Memorial High School, mas só frequentou a escola por três dias, antes que eles perdesse na final de uma liga juvenil e ele não ganhou o MVP do torneio. Na semana seguinte, ele se transferiu para a Abraham Lincoln High School em Coney Island.
Lincoln High foi bicampeão e Stephenson ganhou o Prêmio de Jogador do Ano nos dois anos pelo New York Daily News. Em 2007, quando era aluno do ensino médio, ele foi nomeado para o time anual de basquete masculino do USA Today.
Em 15 de fevereiro de 2009, Stephenson se tornou o maior pontuador de todos os tempos no basquete colegial do estado de Nova York com 2.785. Ele terminou sua carreira com 2.946 pontos. Em março de 2009, Stephenson levou o Lincoln High ao tetra campeonato da classe AA da Liga das Escolas Públicas (PSAL). Lincoln se tornou a primeira escola na história da cidade a conquistar quatro títulos consecutivos.
A carreira colegial de Stephenson terminou na semifinal estadual, onde Rice High School venceu Lincoln por 77–50.
Em 30 de junho de 2009, Andy Katz, da ESPN.com, relatou que Stephenson aceitou uma bolsa de estudos na Universidade de Cincinnati.

## Carreira universitário

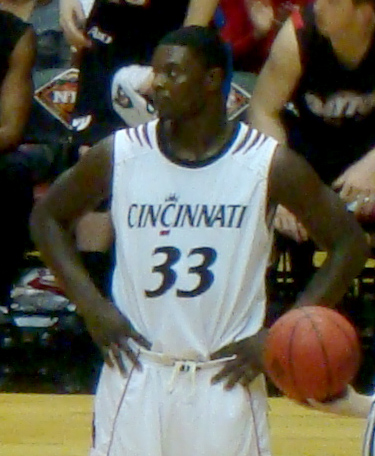
Stephenson jogando por Cincinnati em março de 2010

Ainda restavam perguntas sobre a elegibilidade de Stephenson por causa de sua documentação, mas em 6 de novembro de 2009, a NCAA o liberou para jogar no jogo de abertura da temporada contra Prairie View A&M University em 15 de novembro.
Em sua única temporada em Cincinnati, ele foi titular em 32 de 34 jogos e teve médias de 12,3 pontos, 5,4 rebotes e 2.5 assistências. Ele foi o maior pontuador entre os calouros da Big East e foi nomeado o Novato do Ano da Big East.
Em 7 de abril de 2010, Stephenson anunciou que renunciaria às suas três últimas temporadas de elegibilidade universitária e entraria no Draft da NBA de 2010.

## Carreira profissional

### Indiana Pacers (2010–2014)

#### Primeiros anos (2010–2013)
Stephenson foi selecionado pelo Indiana Pacers como a 40ª escolha geral no Draft da NBA de 2010. Ele não estreou na NBA até uma derrota de 110-108 para o Phoenix Suns em 27 de fevereiro de 2011. Em quatro minutos, ele registrou dois pontos, duas assistências e um rebote. Ele jogou em 12 jogos da temporada regular antes de perder seu tempo de jogo por violar as regras da equipe no início de abril. Seus problemas de imaturidade eram os culpados.
Na temporada de 2011-12, encurtada pela greve, Stephenson jogou em 32 dos 35 primeiros jogos, mas saiu de cena na segunda metade da temporada, jogando em apenas 10 jogos. No último jogo da temporada regular em 25 de abril, com Danny Granger e Leandro Barbosa dispensados por lesões, Stephenson foi titular pela primeira vez e marcou 22 pontos em 35 minutos em uma derrota por 92-87 para o Chicago Bulls.
Com Danny Granger lesionado durante a maior parte da temporada de 2012–13, Stephenson teve um ano inovador. Ele teve médias de 8,8 pontos e 3,9 rebotes em 29,2 minutos durante a temporada regular. Ele melhorou para 9,4 pontos e 7,6 rebotes durante os playoffs, embora sua porcentagem de arremessos tenha caído em todas as categorias. No Jogo 6 da segunda rodada dos playoffs contra o New York Knicks, Stephenson marcou 25 pontos.

#### Temporada estelar (2013–14)
Stephenson teve outra boa temporada em 2013–14, registrando seus melhor números da carreira em seu segundo ano como titular.
Em 11 de novembro de 2013, ele registrou seu primeiro triplo-duplo da carreira com 13 pontos, 12 assistências e 11 rebotes em uma vitória por 95-79 sobre o Memphis Grizzlies. Onze dias depois, ele teve seu segundo triplo-duplo da carreira com 10 pontos, 10 assistências e 11 rebotes em uma vitória por 97-82 sobre o Boston Celtics. Em 22 de dezembro de 2013, ele teve seu terceiro triplo-duplo da carreira com 12 pontos, 10 rebotes e 10 assistências em uma vitória por 106-79 sobre os Celtics. Ele terminou a temporada regular com cinco triplos-duplos e alcançou o segundo lugar na votação do Jogador Que Mais Evoluiu.
Os Pacers entraram nos playoffs como a melhor campanha na Conferência Leste e avançaram para as finais da conferência, onde perderam para o Miami Heat pelo segundo ano consecutivo. Suas táticas psicológicas incomuns foram manchetes, inclusive soprando no ouvido de LeBron James durante uma vitória no Jogo 5.
Após a temporada, os Pacers ofereceram a ele um contrato de cinco anos e US$ 44 milhões, mas Stephenson optou por testar o mercado, acreditando que ele conseguiria um contrato maior.

### Charlotte Hornets (2014–2015)
Em 18 de julho de 2014, Stephenson assinou um contrato de três anos e US$ 27 milhões com o Charlotte Hornets.
Em 7 de novembro de 2014, Stephenson venceu o jogo para os Hornets com uma cesta de três pontos para derrotar o Atlanta Hawks por 122-119, terminando com seu primeiro duplo-duplo pela equipe com 17 pontos e 13 rebotes. Em 14 de janeiro de 2015, contra o San Antonio Spurs, ele retornou de uma ausência de 14 jogos devido a uma entorse pélvica.

### Los Angeles Clippers (2015–2016)
Em 15 de junho de 2015, Stephenson foi negociado com o Los Angeles Clippers em troca de Spencer Hawes e Matt Barnes. Em 2 de dezembro de 2015, ele marcou 19 pontos em uma derrota para o seu antigo time, Indiana Pacers.

### Memphis Grizzlies (2016)
Em 18 de fevereiro de 2016, Stephenson foi negociado, juntamente com uma futura escolha de primeira rodada, para o Memphis Grizzlies em troca de Jeff Green. Em 11 de março de 2016, ele marcou 33 pontos em uma vitória de 121-111 sobre o New Orleans Pelicans.

### New Orleans Pelicans (2016)
Em 14 de setembro de 2016, Stephenson assinou um contrato com o New Orleans Pelicans. Depois de sofrer uma lesão na virilha no dia 4 de novembro e subsequentemente ser descartado por seis a 10 semanas, os Pelicans dispensaram Stephenson no dia 7 de novembro.

### Minnesota Timberwolves (2017)
Em 8 de fevereiro de 2017, Stephenson assinou um contrato de 10 dias com o Minnesota Timberwolves.
Em 14 de fevereiro de 2017, em uma derrota para o Cleveland Cavaliers, ele sofreu uma entorse de tornozelo grau 2. Em 8 de março de 2017, depois de se recuperar da lesão, Stephenson assinou outro contrato de 10 dias com os Timberwolves.
Em 18 de março, os Timberwolves decidiram não renovar com Stephenson pelo resto da temporada.

### Retorno para Indiana (2017–2018)
Em 30 de março de 2017, Stephenson assinou um contrato de 2 anos e US$8 milhões com o Indiana Pacers, retornando à franquia para uma segunda passagem. Em 25 de junho de 2018, os Pacers recusaram sua opção de renovação e Stephenson foi dispensado.

### Los Angeles Lakers (2018–2019)
Em 10 de julho de 2018, Stephenson assinou um contrato de 1 ano e US$4 milhões com o Los Angeles Lakers.
Em 24 de outubro de 2018, ele registrou 23 pontos, 8 rebotes e 8 assistências na vitória de 131-113 sobre o Phoenix Suns.

### Liaoning Flying Leopards (2019–2020)
Em 1 de agosto de 2019, Stephenson assinou com o Liaoning Flying Leopards da Associação Chinesa de Basquete.
Em 22 de setembro de 2019, ele ajudou os Liaoning Flying Leopards na vitória por 83-82 sobre o Seoul SK Knights na Super League Ásia Oriental Terrific 12 de 2019 e foi nomeado o MVP do Terrific 12.

### Grand Rapids Gold (2021)
Stephenson foi selecionado pelo Grand Rapids Gold como a 13º escolha geral no draft da G-League de 2021. Em 12 jogos, ele teve médias de 19,8 pontos, 8,0 rebotes e 4,3 assistências em 35,0 minutos.

### Atlanta Hawks (2021)
Em 22 de dezembro de 2021, Stephenson assinou um contrato de 10 dias com o Atlanta Hawks.

### Terceira passagem pelo Indiana (2022)
Depois que seu contrato com os Hawks expirou, Stephenson assinou um novo contrato de 10 dias com o Indiana Pacers em 1º de janeiro de 2022, para retornar à franquia para uma terceira passagem. Em 8 de janeiro, ele registrou 16 pontos, 14 assistências e quatro roubos de bola na vitória por 125-113 sobre o Utah Jazz. Stephenson assinou um segundo contrato de 10 dias com os Pacers em 24 de janeiro. Em 4 de fevereiro, ele assinou com os Pacers até o final da temporada.
Em 13 de fevereiro de 2022, Stephenson registrou 21 pontos, quatro assistências e três rebotes em uma derrota por 129-120 para o Minnesota Timberwolves. Em 24 de março de 2022, ele marcou 25 pontos em uma derrota por 103-133 para o Memphis Grizzlies.

## Estatísticas da carreira

### NBA

#### Temporada Regular
| Ano      | Equipe        | PJ  | PT  | MPJ  | AP   | 3P   | LL   | RT  | AS  | BR  | TO | PPJ  |
| -------- | ------------- | --- | --- | ---- | ---- | ---- | ---- | --- | --- | --- | -- | ---- |
| 2010–11  | Indiana       | 12  | 0   | 9.6  | .333 | .000 | .786 | 1.5 | 1.8 | .3  | .0 | 3.1  |
| 2011–12  | Indiana       | 42  | 1   | 10.5 | .376 | .133 | .471 | 1.3 | 1.1 | .5  | .1 | 2.5  |
| 2012–13  | Indiana       | 78  | 72  | 29.2 | .460 | .330 | .652 | 3.9 | 2.9 | 1.0 | .2 | 8.8  |
| 2013–14  | Indiana       | 78  | 78  | 35.3 | .491 | .352 | .711 | 7.2 | 4.6 | .7  | .1 | 13.8 |
| 2014–15  | Charlotte     | 61  | 25  | 25.8 | .376 | .171 | .627 | 4.5 | 3.9 | .6  | .1 | 8.2  |
| 2015–16  | L.A. Clippers | 43  | 10  | 15.8 | .494 | .404 | .700 | 2.5 | 1.4 | .6  | .1 | 4.7  |
| 2015–16  | Memphis       | 26  | 3   | 26.6 | .474 | .355 | .815 | 4.4 | 2.8 | .7  | .2 | 14.2 |
| 2016–17  | New Orleans   | 6   | 0   | 27.0 | .473 | .100 | .625 | 3.3 | 4.8 | .3  | .2 | 9.7  |
| 2016–17  | Minnesota     | 6   | 0   | 11.2 | .476 | .000 | .500 | 1.7 | .8  | .0  | .0 | 3.5  |
| 2016–17  | Indiana       | 6   | 0   | 22.0 | .409 | .625 | .667 | 4.0 | 4.2 | .5  | .3 | 7.2  |
| 2017–18  | Indiana       | 82  | 7   | 22.6 | .427 | .289 | .661 | 5.2 | 2.9 | .6  | .2 | 9.2  |
| 2018–19  | L.A. Lakers   | 68  | 3   | 16.5 | .426 | .371 | .685 | 3.2 | 2.1 | .6  | .1 | 7.2  |
| 2021–22  | Atlanta       | 6   | 0   | 11.7 | .385 | .000 | .500 | 2.5 | 1.8 | .0  | .0 | 1.8  |
| 2021–22  | Indiana       | 40  | 1   | 18.6 | .458 | .310 | .795 | 2.8 | 3.9 | .6  | .1 | 9.3  |
| Carreira | Carreira      | 554 | 200 | 20.1 | .432 | .245 | .656 | 3.4 | 2.7 | .4  | .1 | 7.3  |

#### Playoffs
| Ano      | Equipe   | PJ | PT | MPJ  | AP   | 3P   | LL   | RT  | AS  | BR  | TO | PPJ  |
| -------- | -------- | -- | -- | ---- | ---- | ---- | ---- | --- | --- | --- | -- | ---- |
| 2012     | Indiana  | 4  | 0  | 3.0  | .222 | .500 | .500 | .0  | .3  | .0  | .0 | 1.5  |
| 2013     | Indiana  | 19 | 19 | 35.4 | .408 | .281 | .622 | 7.6 | 3.3 | 1.2 | .1 | 9.4  |
| 2014     | Indiana  | 19 | 19 | 37.1 | .455 | .358 | .714 | 6.9 | 4.2 | .8  | .2 | 13.6 |
| 2016     | Memphis  | 4  | 0  | 23.8 | .523 | .400 | .800 | 1.5 | 1.8 | .3  | .0 | 13.0 |
| 2017     | Indiana  | 4  | 0  | 26.8 | .509 | .389 | .750 | 5.3 | 2.8 | .5  | .0 | 16.0 |
| 2018     | Indiana  | 7  | 0  | 21.3 | .462 | .308 | .556 | 2.7 | 2.9 | .3  | .1 | 10.4 |
| Carreira | Carreira | 57 | 38 | 24.5 | .429 | .372 | .657 | 4.0 | 2.5 | .5  | .0 | 10.6 |

### CBA
| Ano     | Equipe   | PJ | PT | MPJ  | AP   | 3P   | LL   | RT  | AS  | BR  | TO | PPJ  |
| ------- | -------- | -- | -- | ---- | ---- | ---- | ---- | --- | --- | --- | -- | ---- |
| 2019–20 | Liaoning | 29 | 29 | 34.8 | .522 | .300 | .778 | 7.4 | 3.8 | 1.1 | .2 | 26.7 |

Fonte:

## Vida pessoal
Stephenson é filho de Lance Sr. e Bernadette Stephenson. Ele tem um irmão mais novo chamado Lantz.

### Questões legais
Em janeiro de 2008, Stephenson foi suspenso da escola por cinco dias e perdeu dois jogos após uma briga com um companheiro de equipe. Em outubro daquele ano, ele foi preso por tatear uma garota de 17 anos dentro da escola. Ele enfrentou uma acusação de agressão sexual classe B e seus pais terminaram o reality show "Born Ready" após a prisão.

Em 15 de agosto de 2010, Stephenson foi preso por agressão de terceiro grau depois de supostamente empurrar sua namorada por um lance de escada. O caso foi finalmente julgado improcedente.